# SIL International
A SIL International (anteriormente conhecida como Summer Institute of Linguistics ou Instituto Lingüístico de Verano (ILV), por vezes denominada em português Sociedade Internacional de Linguística ou Associação Internacional de Linguística) é uma organização científica de inspiração cristã evangélica sem fins lucrativos cujo objectivo primário é o estudo, o desenvolvimento e a documentação de línguas menos conhecidas a fim de traduzir a Bíblia. Fornece recursos para estudos linguísticos através de Ethnologue. A sua sede internacional situa-se na cidade de Dallas, Texas.

## História
SIL foi fundada em 1934 nos Estados Unidos pelo Rev. William Cameron Townsend.
Em 1951, publicou a obra "Ethnologue" listando todas as línguas do mundo, classificadas geograficamente. A edição de 1984 estabeleceu o "código SIL" para identificar cada idioma descrito.
Em 2023, a organização disse ter 1.350 projetos de idiomas em 98 países e 4,200 funcionários de 84 países.

## Afiliações
A organização é membro do Forum of Bible Agencies International e Micah Network, que é membro da Aliança Evangélica Mundial.
A SIL é parceira da UNESCO e da Wycliffe Global Alliance.